# Willem van Korlaar jr.

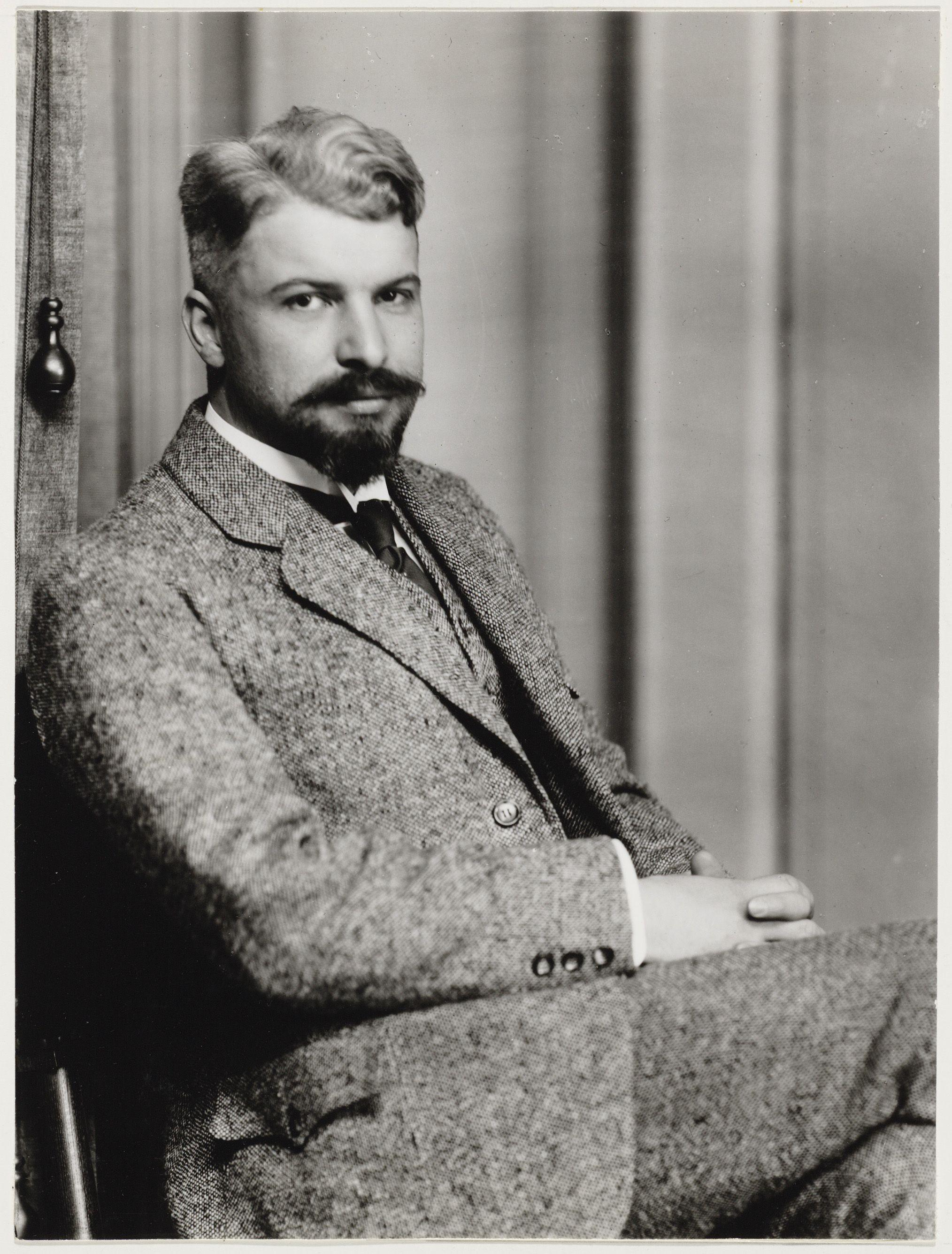
Van Korlaar jr. im Jahr 1920, fotografiert von Jacob Merkelbach

Willem van Korlaar jr. (geboren am 15. November 1885 in Rotterdam, Niederlande; gestorben am 17. Mai 1937 in Fontainebleau, Frankreich) war ein niederländischer Schauspieler, Regisseur und Theaterunternehmer.

## Leben und Wirken
Willem van Korlaar jr. stammt aus einer niederländischen Schauspielerfamilie: Seine Eltern Louise van Dam und Willem van Korlaar sr. (1858–1939) waren Schauspieler, wie auch schon seine Großeltern Henriëtte Sablairolles und Willem van Korlaar (1826–1871).   
Korlaar jr. studierte von Oktober 1905 bis Mai 1906 an der von Max Reinhardt gegründeten Schauspielschule des Deutschen Theaters.
Ab 1908 war er als Regisseur bei der Koninklijke Vereeniging Het Nederlandsch Tooneel (K.V.H.N.T.) tätig. 1910 reiste er nach Paris, um sich bei André Antoine weiterzubilden, übernahm 1916 die Geschäftsführung des K.V.H.N.T. und inszenierte dort bis 1919 rund 20 Stücke.
Wie sein Lehrer Max Reinhardt machte sich van Korlaar jr. dann vor allem als Theaterunternehmer einen Namen: 1919 gründete er eine Operngesellschaft in Den Haag, in der die von Gerhardus Hendricus Koopman gegründete Nationale Opera mit Sitz im Stadttheater Amsterdam aufging. Unter ihm als Direktor traten dort Solisten wie Richard van Helvoirt-Pél und Jacques Urlus auf.  
Am 26. Oktober 1920 heiratete er Aaltje Anna Breedveld.
In den Jahren 1928 bis 1934 war er bei der N.V. Vereenigd Rotterdamsch-Hofstad Tooneel tätig. 1936 ging er nach Antwerpen an die Koninklijke Nederlandse Schouwburg (Königliches Niederländisches Theater).

## Regie (Auswahl)
- 1908: De revisor (Der Revisor) von Nikolai Gogol, Stadsschouwburg Amsterdam
- 1909: Othello von William Shakespeare, Stadsschouwburg Amsterdam
- 1910: De onbekende gast (Le danseur inconnu) von Tristan Bernard, Stadsschouwburg Amsterdam[2]

## Übersetzungen
- 1928: Juffrouw Kerkmuis (Arm wie eine Kirchenmaus) von Ladislas Fodor, Regie: Cor van der Lugt Melsert, Koninklijke Schouwburg Den Haag
- 1929: De groene pleureuse (La pluma verde) von Pedro Muñoz Seca und Pedro Pérez Fernández, Regie: Eduard Veterman, Groote Schouwburg Rotterdam